# ارمنی‌ها در جنگ ایران و عراق

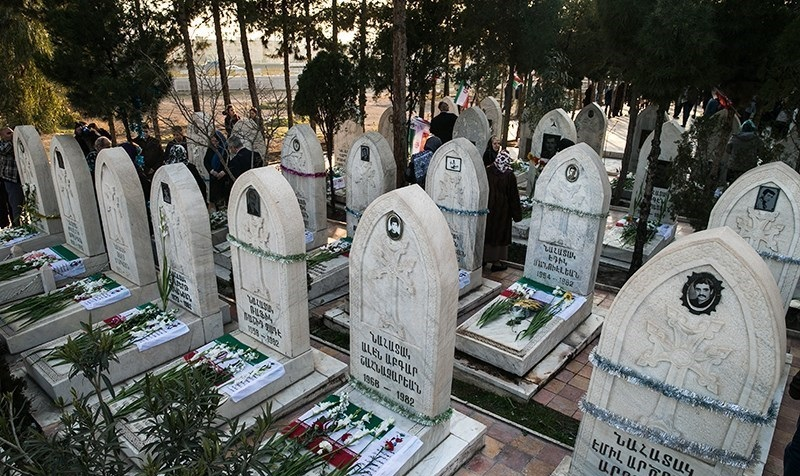
آرامگاه شهدای ارمنی جنگ ایران و عراق در تهران

ارمنی‌ها در جنگ ایران و عراق اشاره به مشارکت ارمنی‌های ایران در جنگ ایران و عراق می‌باشد.

## تاریخ

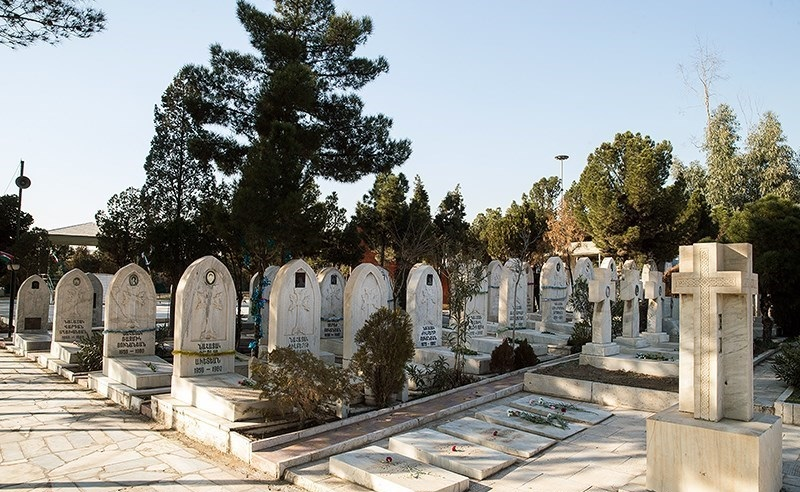
آرامگاه شهدای ارمنی جنگ ایران و عراق در تهران

جوانانی از اقلیت‌های قومی ـ مذهبی کشور نیز در کنار مسلمانان در خطوط مقدم جبهه‌های نبرد جنگیدند و در این جنگ شهید یا جانباز شده یا به اسارت درآمدند.
در ادیان و مکاتب مختلف، کشته شدن برای میهن و دین دارای منزلت والایی است و در دین مسیحیت، کسی را که در راه پاسداری باورهای مسیحیت جان می‌بازد شهید می‌نامند.
واژهٔ لاتینی شهید، مارتیر (Martyr) است که به صورت مارتیروس (Martiros) از زبان یونانی وارد زبان ارمنی شده و از گذشته‌های دور در نام گذاری فرزندان پسر به کار رفته‌است. امروزه نیز نام «مارتیروس» و نام خانوادگی «مارتیروسیان» در میان ارمنیان فراوان است.
معادل دیگر واژهٔ شهید در زبان ارمنی ناهاتاک (Nahatak) است که از دو جز (ناه)-(ناخ) به معنی پیش و نخست و (تاک) به معنی دو و تک ترکیب شده و با رابط الف به هم پیوسته‌است؛ بنابراین، ناهاتاک در لغت به معنی پیشتاز و پیش‌آهنگ است.
در فرهنگ‌های ارمنی معانی دیگر این واژه عبارت اند از: سرباز خط مقدم، قهرمان، دلیر و بی‌باک و در مفاهیم دینی به معنی شهید و شاهد آمده و آن کسی است که برای دفاع از دین و ایمان قربانی می‌شود، کسی که برای آرمانی، جان خود را ایثار می‌کند.
«نبرد برای دین و میهن از دیرباز جزئی از زندگی ارمنیان بوده‌است.»
در قبرستان ارمنیان تهران، قطعهٔ ویژه‌ای به شهیدان جنگ ایران و عراق اختصاص یافته‌است. در نیمهٔ آبان ۱۳۸۸ خورشیدی، با همکاری خلیفه‌گری ارامنه تهران و بنیاد شهید و امور ایثارگران بنای یادبودی نیز در این محل برپا شد.
مشارکت ارمنیان در جنگ ایران و عراق منحصر به جانبازی رزمندگان و ازخودگذشتگی جوانان ارمنی نبوده‌است. تقریباً تمامی قشرها ارمنیان با استقبال از فراخوان شوراهای خلیفه گری در مراکز تهران، تبریز و اصفهان و پاسخ به ندای وجدان به پشتیبانی از عملیات خطوط مقدم جبهه‌ها برخاستند. نوجوانان و جوانان ارمنی در سنگرهای مدارس تا بسیاری از خانواده‌ها و انجمنهای مختلف و صاحبان صنایع، همه در جمع‌آوری کمک‌های نقدی و غیر نقدی برای جبهه‌های جنگ مشارکت می‌کردند.
شورای خلیفه گری ارامنه تهران و در رأس آن اسقف اعظم آرداک مانوکیان، خلیفهٔ وقت جامعهٔ ارمنی تهران و شمال ایران، با تلاش پیگیر برای جذب کمک‌های مردمی و سازماندهی امور برای پیشگیری از اتلاف منابع تلاش شبانه‌روزی می‌کردند. در مرکز اصفهان نیز، اسقف اعظم «کُریون پاپیان»، خلیفهٔ وقت و رئیس خلیفه گری ارمنیان حوزهٔ اصفهان و جنوب ایران و در مرکز تبریز، کشیش ارشد، «باگرات مِلکونیان»، نایب خلیفهٔ وقت ارمنیان کل آذربایجان، اقدامات مؤثری در جمع‌آوری کمک‌های مردمی صورت دادند. با ادامهٔ جنگ، شورای خلیفه گری ارامنه تهران، با تشکیل ستادی ویژه، سازماندهی و اعزام گروه‌های صنعتگر ارمنی به مناطق جنگی را آغاز کرد. نه گروه از حوزهٔ خلیفه گری تهران، چند گروه از اراک و چندین گروه دیگر از حوزه‌های خلیفه گری اصفهان و تبریز به مناطق جنگی اعزام شدند.
این گروه‌ها با استقرار در پشت جبهه به مرمت ماشین‌های جنگی و راه‌سازی، ساخت و راه‌اندازی سردخانه‌ها، بیمارستان‌های صحرایی و کارهایی از این دست می‌پرداختند که هر گروه حدود یک تا دو ماه در منطقه فعالیت می‌کرد. اعزام گروه‌های صنعتگر ارمنی از ۱۳۶۲ تا ۱۳۶۷ خورشیدی ادامه یافت.

## خاطرات و زندگی‌نامه برخی از شهدای ارمنی

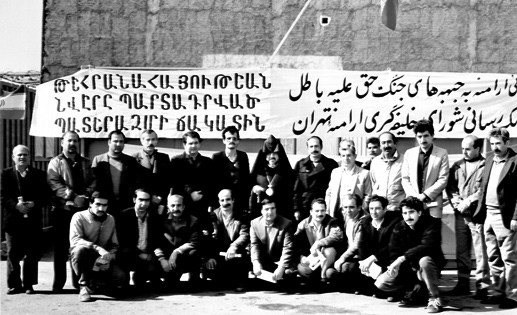
مراسم اهدای کمک‌های ارمنیان به جبهه‌های جنگ تحمیلی

آلبرت الله دادیان دومین فرزند «تادِئوس» و «هاسمیک» در بهار ۱۳۴۵ خورشیدی در تهران متولد شد. تحصیلات ابتدایی را در مدارس ارامنه «آرارات» و «نائیری» گذراند. پس از پایان تحصیلات راهنمایی در مجتمع تحصیلی «مریم مقدس» (انستیتو مریم)، در رشته فنی و حرفه‌ای مشغول به تحصیل می‌شود. او عضو تیم باشگاه فوتبال آرارات (تهران) نیز بود.
پس از رسیدن به سن خدمت، بی درنگ خود را به مرکز نظام وظیفه معرفی کرده و دوره آموزشی را در عجب شیر به پایان رساند. پس از آن برای گذراندن دوره تکاوری به کرج منتقل شد. «اِدوین شامیریان»، دیگر جان باخته ارمنی نیز در دوره تکاوری با او همراه بود. در این مدت، به منظور دیدار از خانواده، دو نوبت به مرخصی آمد. پس از پایان دوره، وی به جبهه سومار اعزام شد. سرانجام پس از شش ماه خدمت، تکاور (آلبرت ا… دادیان) در اثر اصابت ترکش توپ دشمن بعثی در منطقه جنگی سومار به شهادت رسید.
ژیلبرت ملکم آبکاریان تنها فرزند ذکور خانواده در سال ۱۳۳۹ خورشیدی در آبادان به دنیا آمد. تحصیلات ابتدایی و متوسطه را در زادگاهش گذراند. پس از آن خود را به اداره نظام وظیفه معرفی و در اردیبهشت همان سال به خدمت سربازی اعزام شد. وی در درگیری‌های مستقیم نخستین ماه جنگ به شهادت رسید. ژیلبرت آبکاریان در زمره اولین گروه از شهدای نظامی ارمنی جمهوری اسلامی ایران در دوران هشت سال جنگ به‌شمار می‌رود. پیکر ژیلبرت پس از انتقال به تهران و انجام مراسم خاص مذهبی در میان بدرقه صدها نفر از هموطنان مسیحی و مسلمان در قطعه شهدای ارامنه در تهران برای همیشه به خاک سپرده شد.

## شهدای نظامی
اسامی شهدای نظامی در جنگ ایران و عراق:
| ردیف | نام                      | محل تولد    | تاریخ تولد و شهادت | محل شهادت                                    |
| ---- | ------------------------ | ----------- | ------------------ | -------------------------------------------- |
| ۱    | زوریک مرادیان مسیحی      | تهران       | ۱۳۵۹–۱۳۳۹          | پیران شهر                                    |
| ۲    | ژیلبرت ملکم آبکاریان     | آبادان      | ۱۳۵۹–۱۳۳۹          | سر پل ذهاب                                   |
| ۳    | صارمی یانیکیان           | ؟           | ۱۳۵۹–۱۳۳۹          | جبههٔ جنوب                                    |
| ۴    | پایلاک آوِدیان            | فریدن       | ۱۳۵۹–۱۳۳۸          | دزفول                                        |
| ۵    | رازمیک داوتیان           | فریدن       | ۱۳۶۰–۱۳۳۹          | آبادان                                       |
| ۶    | رازمیک هونانیان فریدنی   | فریدن       | ۱۳۵۹–۱۳۴۰          | سر پل ذهاب                                   |
| ۷    | وازگن آوانسیان           | فریدن       | ۱۳۶۱–۱۳۳۸          | داروین منطقه عملیاتی والفجر                  |
| ۸    | رافیک رشید زاده          | ارومیه      | ۱۳۶۱–۱۳۳۷          | شوش (جبههٔ عملیاتی جنوب)                      |
| ۹    | سوِرن خانلریان            | تهران       | ۱۳۶۱–۱۳۳۸          | خونین‌شهر – محور اهواز                        |
| ۱۰   | واهان الله وردی          | تهران       | ۱۳۶۲–۱۳۴۰          | پیرانشهر (مهران)                             |
| ۱۱   | ادیک نِرسِسیان             | تهران       | ۱۳۶۲–۱۳۳۹          | قصر شیرین                                    |
| ۱۲   | واهیک باغداسایریان       | تهران       | ۱۳۶۲–۱۳۴۰          | دارخوین                                      |
| ۱۳   | وازگن آدامیان            | آغاجاری     | ۱۳۶۴–۱۳۴۳          | حاج عمران                                    |
| ۱۴   | ژوزف شاهینیان            | تهران       | ۱۳۶۴–۱۳۴۱          | حسینیه اهواز                                 |
| ۱۵   | وارطان آقاخانیان         | تهران       | ۱۳۶۴–۱۳۴۱          | جزیره مجنون                                  |
| ۱۶   | هنریک یوسفی (هوسپیان)    | تهران       | ۱۳۶۴–۱۳۴۵          | هورالهویزه – کیان دشت                        |
| ۱۷   | رِیموند شاهنظریان         | تهران       | ۱۳۶۵–۱۳۴۲          | مهران                                        |
| ۱۸   | رایموند باغداساریان      | تهران       | ۱۳۶۵–۱۳۴۲          | تمرچین                                       |
| ۱۹   | ورژ باغومیان             | اصفهان      | ۱۳۶۵–۱۳۴۴          | پاوه                                         |
| ۲۰   | یوریک سرداریان           | اراک        | ۱۳۶۵–۱۳۴۳          | حاج عمران                                    |
| ۲۱   | مگردیچ طوماسیان          | مسجد سلیمان | ۱۳۶۵–۱۳۴۲          | سومار                                        |
| ۲۲   | گارنیک بوغوسیان          | تهران       | ۱۳۶۵–۱۳۴۲          | حاج عمران                                    |
| ۲۳   | ویگن کاراپتیان           | الیگودرز    | ۱۳۶۶–۱۳۴۴          | شرهانی                                       |
| ۲۴   | ادوین شامیریان           | تهران       | ۱۳۶۶–۱۳۴۶          | میمک                                         |
| ۲۵   | گاگیک طومانیانس          | تهران       | ۱۳۶۶–۱۳۴۰          | مریوان                                       |
| ۲۶   | آلبرت الله دادی          | تهران       | ۱۳۶۶–۱۳۴۵          | سومار                                        |
| ۲۷   | آوانِس بارسقیان           | ارومیه      | ۱۳۶۶–۱۳۴۵          | سردشت                                        |
| ۲۸   | رازمیک خاچاطوریان        | تهران       | ۱۳۶۶–۱۳۴۳          | سومار                                        |
| ۲۹   | نوریک باباخانیانس        | تهران       | ۱۳۶۷–۱۳۴۴          | شرهانی                                       |
| ۳۰   | هراند آوانسیان سنگبارانی | تهران       | ۱۳۶۷–۱۳۴۳          | ابوغریب- جبهه عین خوش                        |
| ۳۱   | هراچ طوروسیان            | تهران       | ۱۳۶۷–۱۳۴۸          | سومار                                        |
| ۳۲   | وِهاندز رشیدپور بابرودی   | ارومیه      | ۱۳۶۷–۱۳۴۳          | فکه                                          |
| ۳۳   | واهیک یِسائیان            | تهران       | ۱۳۶۷–۱۳۴۵          | سرپل ذهاب                                    |
| ۳۴   | ژرژ کشیش هاروطون         | تهران       | ۱۳۶۷–۱۳۴۱          | گیلان غرب                                    |
| ۳۵   | هنریک هاروطونیان         | اراک        | ۱۳۶۱–۱۳۴۸          | صالح آباد ایلام                              |
| ۳۶   | هراچ هامبارسومیانس       | تبریز       | ۱۳۶۷–۱۳۴۰          | پیرانشهر                                     |
| ۳۷   | آرمن آوِدیسیان            | اصفهان      | ۱۳۶۹–۱۳۳۸          | قصر شیرین                                    |
| ۳۸   | ژوزف هرمز نازلو          | ارومیه      | ۱۳۷۰–۱۳۴۸          | میشداغ                                       |
| ۳۹   | آلفرد گبری               | تهران       | ۱۳۷۰–۱۳۵۰          | نفت شهر                                      |
| ۴۰   | نوریک دانیِلیان           | تهران       | ۱۳۶۴–۱۳۴۲          | تهران (اثرات ترکش در بدن)                    |
| ۴۱   | وارطان آبراهامیان        | تهران       | ۱۳۵۸–۱۳۳۹          | کردستان                                      |
| ۴۲   | واهیک تِر ماه سلطانی      | تهران       | ۱۳۹۲-؟             | تهران (جانباز شیمیایی لشکر ۲۱ حمزه دهلران)   |
| ۴۳   | روبرت آودیسیان           | تهران       | ۱۳۹۲–۱۳۴۵          | تهران (اثرات ترکش در بدن- عملیات والفجر هشت) |
| ۴۴   | امیل آزویان              | تبریز       | ۱۳۶۱–۱۳۳۰          | منطقه چنانه                                  |

## شهدای غیرنظامی
اسامی شهدای غیرنظامی در جنگ ایران و عراق:
| ردیف | نام                          | تاریخ تولد و شهادت | محل شهادت |
| ---- | ---------------------------- | ------------------ | --------- |
| ۱    | بابکن خاچاطوریان (مهندس نفت) | ۱۳۵۹–۱۳۰۱          | آبادان    |
| ۲    | گالوست بابومیان              | ۱۳۵۹–۱۳۱۱          | اهواز     |
| ۳    | گارنیک تِر پلوسیان            | ۱۳۶۰–۱۳۴۱          | میاندوآب  |
| ۴    | هایگاک موسسیان               | ۱۳۶۰–۱۳۰۶          | تهران     |
| ۵    | آلن آبکار شاه نظر            | ۱۳۶۱–۱۳۴۷          | تهران     |
| ۶    | ادموند موسِسیان               | ۱۳۶۱–۱۳۴۰          | تهران     |
| ۷    | ادیک مانوئلیان               | ۱۳۶۱–۱۳۳۳          | تهران     |
| ۸    | آناهید میناسیان              | ۱۳۶۱–۱۳۳۰          | چنانه     |
| ۹    | کایتزاک داوتیان              | ۱۳۶۲–۱۳۱۸          | جاده خوی  |
| ۱۰   | سردار هُوْهانسیان              | ۱۳۶۳–۱۳۰۱          | تهران     |
| ۱۱   | ویلیام آورند                 | ۱۳۶۵–۱۳۳۷          | تهران     |
| ۱۲   | ژانت بوداغیان                | ۱۳۶۵–۱۳۳۸          | تبریز     |
| ۱۳   | روبیک مانوک هاروطونیان       | ۱۳۶۵–۱۳۲۹          | تبریز     |
| ۱۴   | یرواندیک مانوک هاروطونیان    | ۱۳۶۵–۱۳۶۴          | تبریز     |
| ۱۵   | ماطِوُس پانوسیان               | ۱۳۶۵–۱۳۲۵          | تبریز     |
| ۱۶   | زویا مانوک هاروطونیان        | ۱۳۶۵–۱۳۲۵          | تبریز     |
| ۱۷   | آنی پانوسیان                 | ۱۳۶۵–۱۳۵۶          | تبریز     |
| ۱۸   | آدرینه پانوسیان              | ۱۳۶۵–۱۳۶۳          | تبریز     |
| ۱۹   | ساکو مجلومیان                | ۱۳۶۵–۱۳۶۳          | ارومیه    |
| ۲۰   | هایراپت مگردیچیان            | ۱۳۶۵–۱۲۹۸          | تبریز     |
| ۲۱   | طاطاوس ملک صیادیان           | ۱۳۶۵–۱۲۸۴          | تبریز     |
| ۲۲   | آرمن تِر آوانِسیان             | ۱۳۶۶–۱۳۲۸          | تهران     |
| ۲۳   | همایاک محمودیان              | ۱۳۶۶–۱۳۲۹          | تهران     |
| ۲۴   | وازگن غریبیان ساکی           | ۱۳۶۶–۱۳۳۵          | تهران     |
| ۲۵   | سروژ وسکانیان                | ۱۳۶۰–۱۳۱۷          | تهران     |
| ۲۶   | ژیلبرت وسکانیان              | ۱۳۶۰–۱۳۵۲          | تهران     |

## سربازان مفقود الاثر
اسامی سربازان مفقودالاثر در جنگ ایران و عراق:
| ردیف | نام                    | تاریخ مفقود الاثری | مکان مفقود الاثر شدن                                                   |
| ---- | ---------------------- | ------------------ | ---------------------------------------------------------------------- |
| ۱    | هراچ هاکوپیان          | ۱۳۶۶–۱۳۴۴          | قصر شیرین-سال ۱۳۹۹ پیکرشان کشف شد و در آرامستان ارامنه به خاک سپرده شد |
| ۲    | هنریک تِر آوانِسیان      | ۱۳۶۶–۱۳۴۴          | ارتفاعات باباهادی                                                      |
| ۳    | اوهان یاریجانیان       | ۱۳۶۷–۱۳۴۴          | مهران                                                                  |
| ۴    | هراندهاکوپیان میلاگردی | ۱۳۶۷–۱۳۴۷          | شرهانی                                                                 |

## آزادگان
اسامی آزادگان در جنگ ایران و عراق:
| ردیف | نام                       | تاریخ اسارت | محل اسارت        |
| ---- | ------------------------- | ----------- | ---------------- |
| ۱    | ادوارد تِر مادو            | ۱۳۵۹        | سر پل ذهاب       |
| ۲    | آندرانیک نظریان           | ۱۳۶۵        | مهران            |
| ۳    | اُوهانس عزیزیان            | ۱۳۶۷        | نهرعنبر          |
| ۴    | آلبرت قهرمانیانس          | ۱۳۶۷        | سومار            |
| ۵    | آلبرت استپانیان           | ۱۳۶۷        | فکه              |
| ۶    | وازریک قدیمی              | ۱۳۶۷        | مهران            |
| ۷    | آرمان بندری               | ۱۳۶۷        | مهران            |
| ۸    | سرکیس داوتیانس            | ۱۳۶۷        | کوشک (طلائیه)    |
| ۹    | مائیس کشیشیان             | ۱۳۶۷        | موسیان           |
| ۱۰   | ورژ میناسیان              | ۱۳۶۷        | نهرعنبر          |
| ۱۱   | رایموند گریگوریان         | ۱۳۶۷        | زبیدات           |
| ۱۲   | هامو بارسقیان             | ۱۳۶۷        | سومار            |
| ۱۳   | ژرژیک نظری                | ۱۳۶۷        | دهلران           |
| ۱۴   | آلکساندر گاسپاریانس       | ۱۳۶۷        | زبیدات           |
| ۱۵   | سِمیک وارطانیان            | ۱۳۶۷        | شرهانی           |
| ۱۶   | آرموند فولادیان           | ۱۳۶۷        | نفت شهر          |
| ۱۷   | باگرات کشیش آبنوسی        | ۱۳۶۷        | قصرشیرین         |
| ۱۸   | اِمیا گریگوریان            | ۱۳۶۷        | سومار            |
| ۱۹   | ژوزف نظری مسیحی           | ۱۳۶۷        | نفت شهر          |
| ۲۰   | ادموند مددی               | ۱۳۶۷        | بعقوبه           |
| ۲۱   | سارو یعقوبیان             | ۱۳۶۷        | سر پل ذهاب       |
| ۲۲   | آواک میر آواکیان          | ۱۳۶۷        | تکاب             |
| ۲۳   | آیواز خداوردیان           | ۱۳۶۷        | قصرشیرین         |
| ۲۴   | ساکو آندریاس کنارکی       | ۱۳۶۷        | میمک             |
| ۲۵   | آلکس دِر هاروتونیان        | ۱۳۶۷        | نفت شهر          |
| ۲۶   | رافیک الله وردی           | ۱۳۶۷        | میمک             |
| ۲۷   | هاملت ظُهرابیان            | ۱۳۶۷        | گیلانغرب         |
| ۲۸   | سورن هاکوپیان             | ۱۳۶۷        | میمک – دشت هلاله |
| ۲۹   | هامازاسپ یِسائی هاروطونیان | ۱۳۶۷        | نفت شهر          |
| ۳۰   | وازگن ولدی                | ۱۳۶۷        | سومار            |
| ۳۱   | وارطان سرانیان            | ۱۳۶۷        | سر پل ذهاب       |
| ۳۲   | ژیرایر آبنوسیان           | ۱۳۶۷        | سر پل ذهاب       |
| ۳۳   | کارِن باباخانیانس          | ۱۳۶۷        | سومار            |
| ۳۴   | فرانکو منصوری             | ۱۳۶۷        | سومار            |
| ۳۵   | خاژاک آلکسانیان           | ۱۳۶۷        | سومار            |

## جانبازان نظامی
اسامی جانبازان نظامی در جنگ ایران و عراق:
| ردیف | نام                      | تاریخ جراحت | محل جراحت                   |
| ---- | ------------------------ | ----------- | --------------------------- |
| ۱    | رافیک خدابخشیان          | ۱۳۶۲        | شوشتر                       |
| ۲    | روبرت حق وردیان          | ۱۳۶۲        | شوشتر                       |
| ۳    | هراچ شیروانیان           | ۱۳۶۸        | سلیمانیه                    |
| ۴    | واروژ خدابخشیان          | ۱۳۶۶        | مریوان                      |
| ۵    | آندرانیک ایبرانوسیان     | ۱۳۶۶        | نفت شهر                     |
| ۶    | روبیک کشیشیان            | ۱۳۶۷        | شرهانی                      |
| ۷    | سارو شاهمرادیان          | ۱۳۶۷        | دهلران                      |
| ۸    | روبن الله دادی           | ۱۳۶۷        | دهلران                      |
| ۹    | یوری بابخانیان           | ۱۳۶۷        | شرهانی                      |
| ۱۰   | هاملت زادوریان           | ۱۳۶۷        | دهلران                      |
| ۱۱   | گِوُرگ گِوُرگیان             | ۱۳۵۷        | زبیدات                      |
| ۱۲   | نژدیک شاهوردیان          | ۱۳۵۹        | مریوان                      |
| ۱۳   | پطروس صادقی              | ۱۳۵۹        | شوشتر                       |
| ۱۴   | روبیک مهرابی             | ۱۳۵۹        | جاده بانه به سرشت           |
| ۱۵   | ادیک آقاخانیان           | ۱۳۵۹        | جنوب                        |
| ۱۶   | آنوشاوان شامیریان        | ۱۳۵۹        | گیلانغرب                    |
| ۱۷   | ژوزف خانلریان            | ۱۳۶۰        | دزفول                       |
| ۱۸   | واروژ طهماسی             | ۱۳۶۰        | اشنویه                      |
| ۱۹   | رازمیک قاسمیان           | ۱۳۶۱        | شوشتر                       |
| ۲۰   | آلبرت آبرامیانس          | ۱۳۶۱        | گیلانغرب                    |
| ۲۱   | جانسون آرابو             | ۱۳۶۱        | کوشک                        |
| ۲۲   | مگردیچ دِر مگردیچیان      | ۱۳۶۱        | سومار                       |
| ۲۳   | رازمیک هاکوپیان          | ۱۳۶۱        | جاده سومار به اسلام‌آباد غرب |
| ۲۴   | واهیک پانوسیان           | ۱۳۶۲        | مریوان                      |
| ۲۵   | میناس گبری مسیحی         | ۱۳۶۲        | خط پدافندی شلمچه            |
| ۲۶   | والوت سرکیسیان           | ۱۳۶۲        | ارتفاعات پنجوین             |
| ۲۷   | رافیک پطروسیان سهرابی    | ۱۳۶۲        | شوشتر                       |
| ۲۸   | ویگن مهدیخانی            | ۱۳۶۲        | پایگاه زید – شرق بصره       |
| ۲۹   | روبرت آزلباریان          | ۱۳۶۳        | تپه شهید احمدوند – مریوان   |
| ۳۰   | هاسو کشیش دانیالیان      | ۱۳۶۳        | تپه شهید احمدوند – مریوان   |
| ۳۱   | هایک ملکونیان            | ۱۳۶۳        | چناره سنندج                 |
| ۳۲   | فردیناند گریگوری حسرتیان | ۱۳۶۳        | نهرعنبر                     |
| ۳۳   | آلفرد کشیشیان            | ۱۳۶۴        | تنگه چذابه                  |
| ۳۴   | هامیک سلیمانیان          | ۱۳۶۴        | دهلران                      |
| ۳۵   | نوریک محمودی             | ۱۳۶۴        | پیرانشهر                    |
| ۳۶   | یرواند باغومیان          | ۱۳۶۴        | اشنویه                      |
| ۳۷   | ملکوم راتوسی             | ۱۳۶۴        | کلایش                       |
| ۳۸   | ویگن آواکیمیان           | ۱۳۶۴        | جزیره مجنون                 |
| ۳۹   | آشوت خداوردی مسیحی       | ۱۳۶۴        | غرب کشور                    |
| ۴۰   | روبیک سرکیسیان نژاد      | ۱۳۶۴        | سیدکان (شمال غرب کشور)      |
| ۴۱   | فرِد آوانِس                | ۱۳۶۴        | ارتفاعات کله قندی           |
| ۴۲   | هِنری هاروطون کرم         | ۱۳۶۴        | مریوان                      |
| ۴۳   | هراند نظریان زاده        | ۱۳۶۴        | میمک                        |
| ۴۴   | رایموند یعقوبیان         | ۱۳۶۴        | ؟                           |
| ۴۵   | سپاهان سرکیسیان          | ۱۳۶۴        | خسروآباد                    |
| ۴۶   | ویگن غریبی               | ۱۳۶۴        | منطقه عملیاتی خرمال         |
| ۴۷   | روبرت آودیسیان           | ۱۳۶۴        | گیلانغرب                    |
| ۴۸   | واروژ نظریان             | ۱۳۶۴        | شلمچه                       |
| ۴۹   | رافی انجیلیان            | ۱۳۶۴        | دهلران                      |
| ۵۰   | واروژ زرگریان            | ۱۳۶۴        | سومار                       |
| ۵۱   | رازمیک خداوردیان         | ۱۳۶۴        | کردستان                     |
| ۵۲   | روبیک طوروسیان           | ۱۳۶۴        | ؟                           |
| ۵۳   | ادوارد نظری مسیحی        | ۱۳۶۴        | سومار                       |
| ۵۴   | نوریک بابایی             | ۱۳۶۵        | نهرعنبر                     |
| ۵۵   | کرانول بارسقیان          | ۱۳۶۵        | حاجی عمران                  |
| ۵۶   | روبرت زرگریان            | ۱۳۶۵        | سومار                       |
| ۵۷   | سارو آرُغ                 | ۱۳۶۵        | فکه                         |
| ۵۸   | آندرانیک گریگوریان       | ۱۳۶۵        | مهران                       |
| ۵۹   | وارطان کشیشیان           | ۱۳۶۵        | تنگه چذابه                  |
| ۶۰   | فردریک کدخدازاده         | ۱۳۶۵        | پادگان حمید                 |
| ۶۱   | آرشالوس آقابابائیان      | ۱۳۶۵        | فکه                         |
| ۶۲   | سارو خدابخشیان           | ۱۳۶۵        | ؟                           |
| ۶۳   | وارطان الیاسی            | ۱۳۶۵        | سومار                       |
| ۶۴   | گئورگ خانگلدیان          | ۱۳۶۵        | سومار                       |
| ۶۵   | رافیک بُقوزیان            | ۱۳۶۵        | نفت شهر                     |
| ۶۶   | آرارات طهماسیان          | ۱۳۶۵        | سومار                       |
| ۶۷   | گورگن غیوندیان           | ۱۳۶۵        | سومار                       |
| ۶۸   | زاون آبراهامیان          | ۱۳۶۵        | شلمچه                       |
| ۶۹   | واهیک میرزاخانیان        | ۱۳۶۵        | دهلران                      |
| ۷۰   | آوِدیک مالیانس            | ۱۳۶۶        | مهران                       |
| ۷۱   | آلفرد وارطانیان          | ۱۳۶۶        | خط پدافندی شرهانی           |
| ۷۲   | ژرارد هاروطونیانس        | ۱۳۶۶        | سومار                       |
| ۷۳   | یوریک بدویان             | ۱۳۶۶        | پنجوین                      |
| ۷۴   | واهان بارسقیان           | ۱۳۶۶        | ؟                           |
| ۷۵   | نورایر طهماسیان          | ۱۳۶۶        | ارومیه                      |
| ۷۶   | وازگن مارگوسیان          | ۱۳۶۶        | ؟                           |
| ۷۷   | ویگن خاچیانس             | ۱۳۶۶        | نهرعنبر                     |
| ۷۸   | آرمناک مانوکیان          | ۱۳۶۶        | حاج عمران                   |
| ۷۹   | گارنیک اروجیان           | ۱۳۶۶        | کوشک                        |
| ۸۰   | آلِکس یوسفیان             | ۱۳۶۶        | میمک                        |
| ۸۱   | نوریک پانوسیان           | ۱۳۶۶        | زبیدات                      |
| ۸۲   | هویک عیوضیانس            | ۱۳۶۶        | شرهانی                      |
| ۸۳   | گارابید کمرزری           | ۱۳۶۶        | مریوان                      |
| ۸۴   | آلفرد یعقوبی             | ۱۳۶۶        | حسینیه خوزستان              |
| ۸۵   | آرا بابومیان             | ۱۳۶۷        | ابوغریب                     |
| ۸۶   | رافیک شکوریان            | ۱۳۶۷        | مهران                       |
| ۸۷   | آرامازد وارتانیان        | ۱۳۶۷        | ایلام                       |
| ۸۸   | شاهین میرزایانس          | ۱۳۶۷        | خوشاکو (آذربایجان غربی)     |
| ۸۹   | وازگن خاچیکیان           | ۱۳۶۷        | منطقه بیات                  |
| ۹۰   | واچیک گریگوریان          | ۱۳۶۷        | ؟                           |
| ۹۱   | روبیک آقاجانیان          | ۱۳۶۷        | فکه                         |
| ۹۲   | روبرت بوداغیان           | ۱۳۶۷        | حاج عمران                   |
| ۹۳   | آرارات شاهینیان          | ۱۳۶۷        | سر پل ذهاب                  |
| ۹۴   | آلبرت شیروانیان          | ۱۳۶۷        | ساوان                       |
| ۹۵   | آلفرد میرزاخانیان        | ۱۳۶۷        | سومار                       |
| ۹۶   | رافیک محمودلو            | ۱۳۶۷        | سرپل ذهاب                   |
| ۹۷   | وارطان زرگریان           | ۱۳۶۷        | مریوان                      |
| ۹۸   | آلفرد عابدی              | ۱۳۶۷        | فکه                         |
| ۹۹   | واهه مانوک زاده          | ۱۳۶۷        | قصر شیرین                   |
| ۱۰۰  | گریگور خدادای            | ۱۳۶۷        | سومار                       |
| ۱۰۱  | آرارات آقاخانیان         | ۱۳۶۸        | سه راهی زرین آباد           |
| ۱۰۲  | زوریک غیوندیان           | ۱۳۶۸        | سه راهی شیاکوه              |
| ۱۰۳  | روبیک قره پتیان          | ۱۳۶۹        | نفت شهر                     |
| ۱۰۴  | مگردیچ آراکلیان          | ۱۳۶۹        | مریوان                      |
| ۱۰۵  | والُد بزیک                | ۱۳۶۹        | گیلانغرب                    |
| ۱۰۶  | ماسیس آساطوریان          | ۱۳۶۴        | حاج عمران                   |
| ۱۰۷  | آلبرت محمود لو           | ۱۳۶۴        | دیوان دره                   |
| ۱۰۸  | آرماند حق نظریان         | ۱۳۶۴        | پنجوین عراق                 |

## نگارخانه

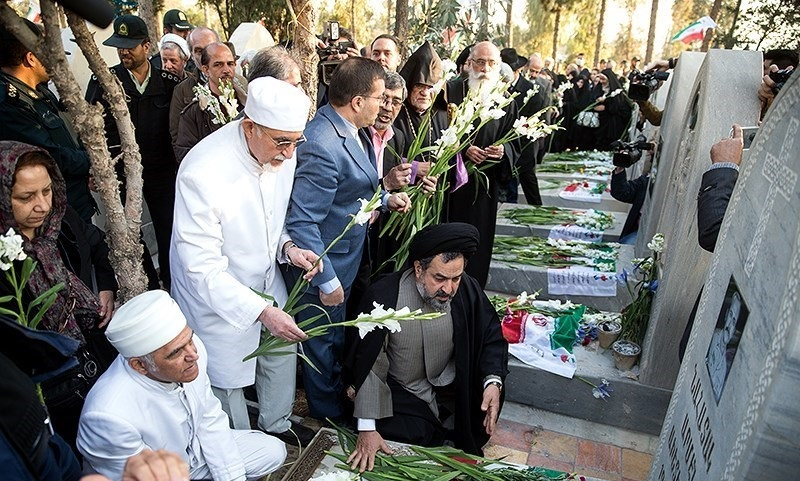
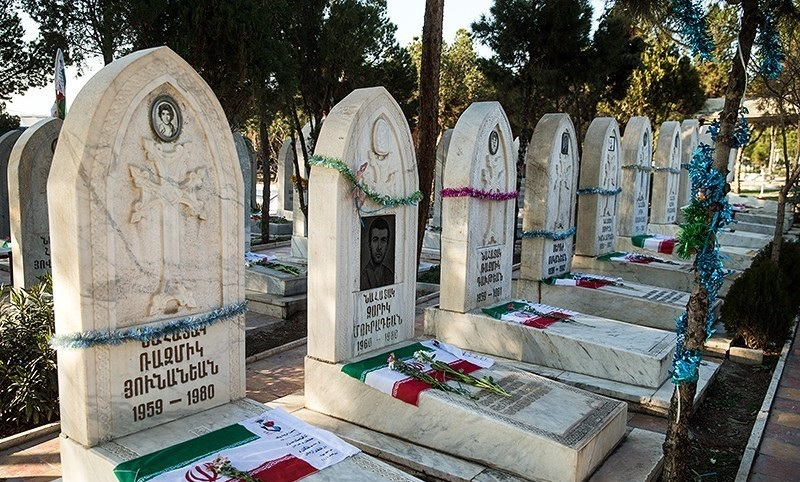
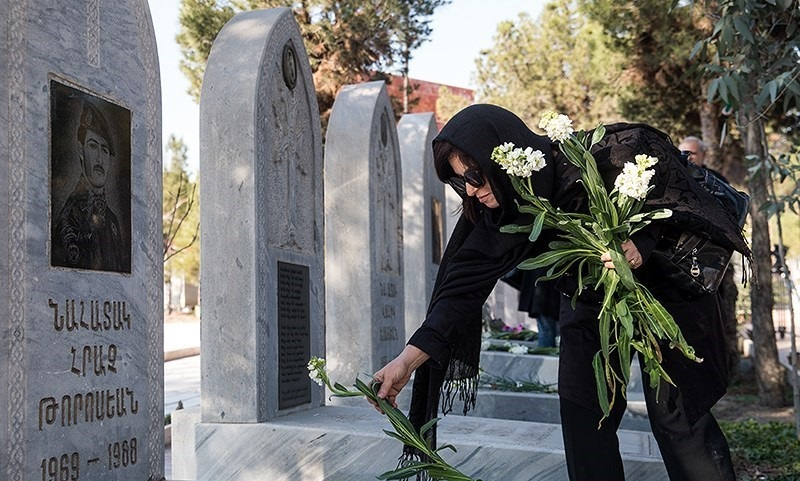
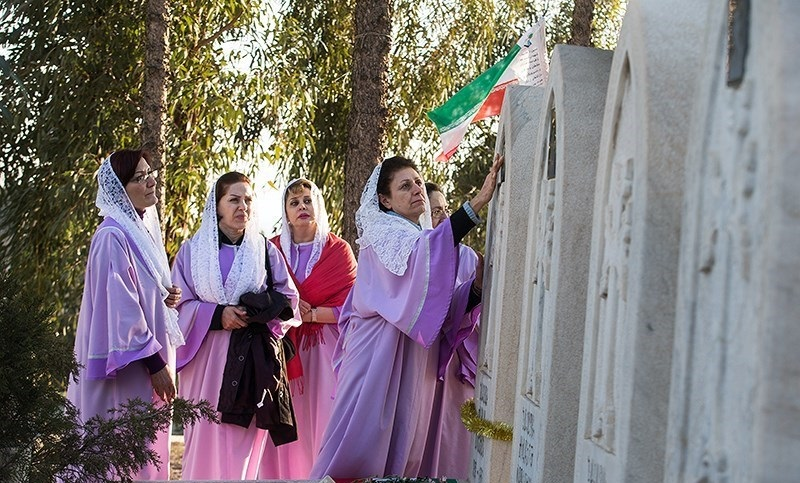
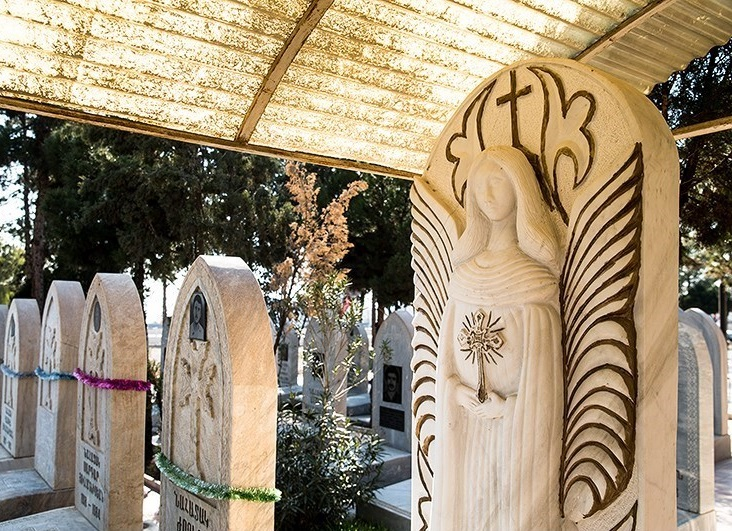
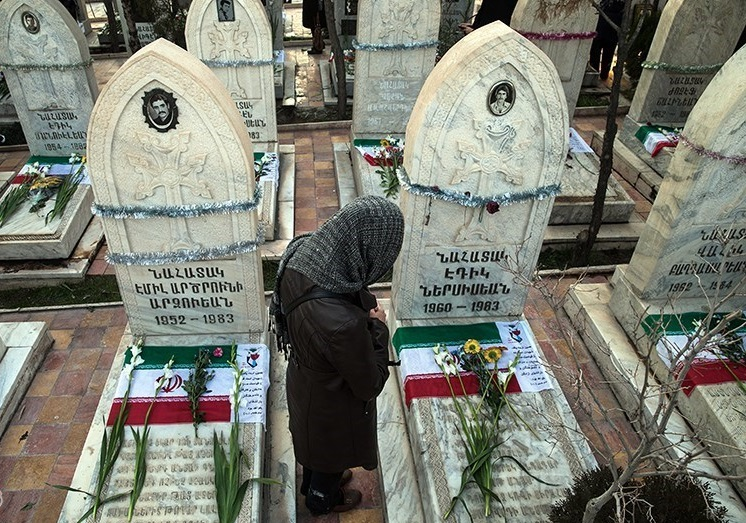
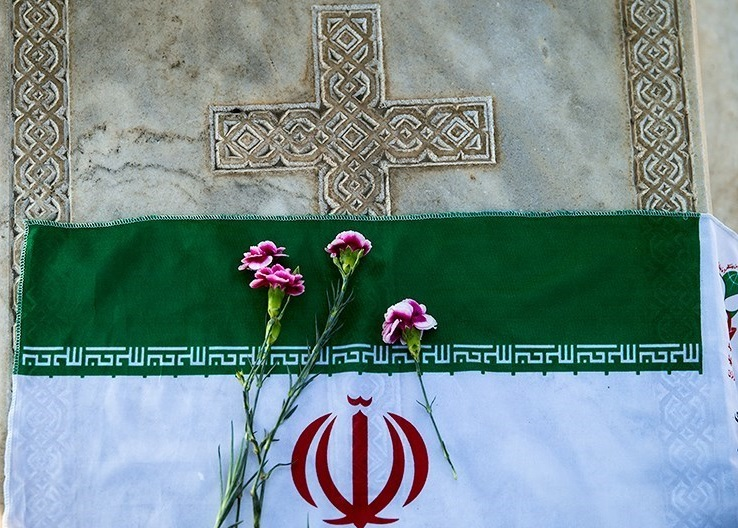
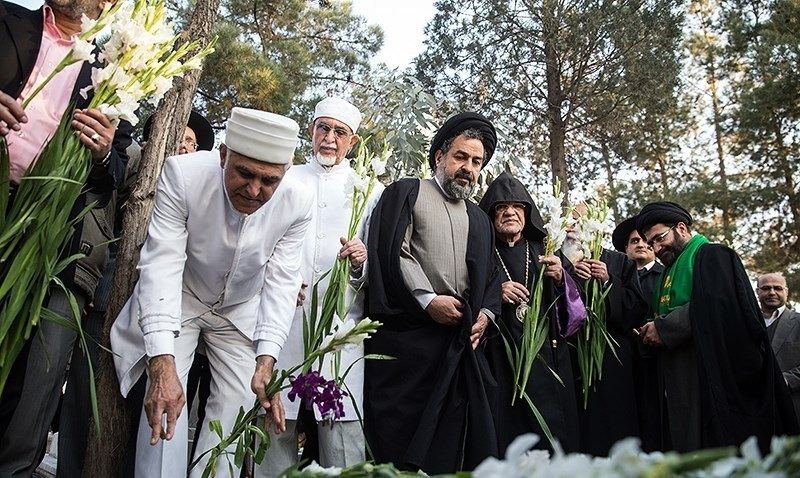
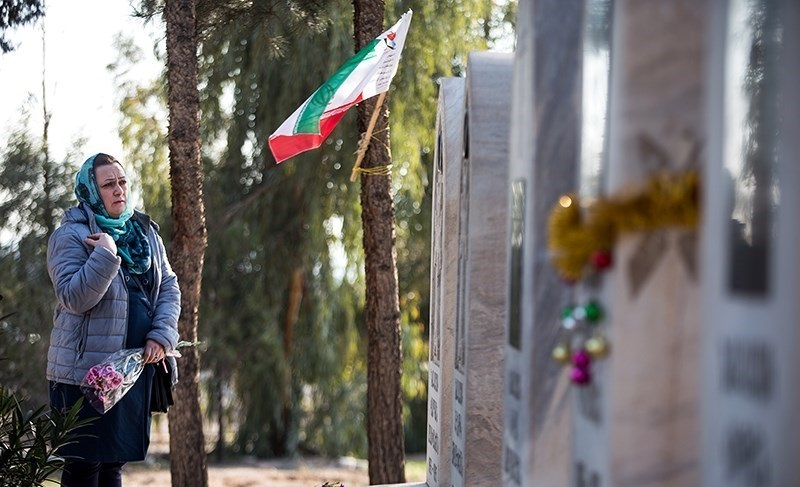
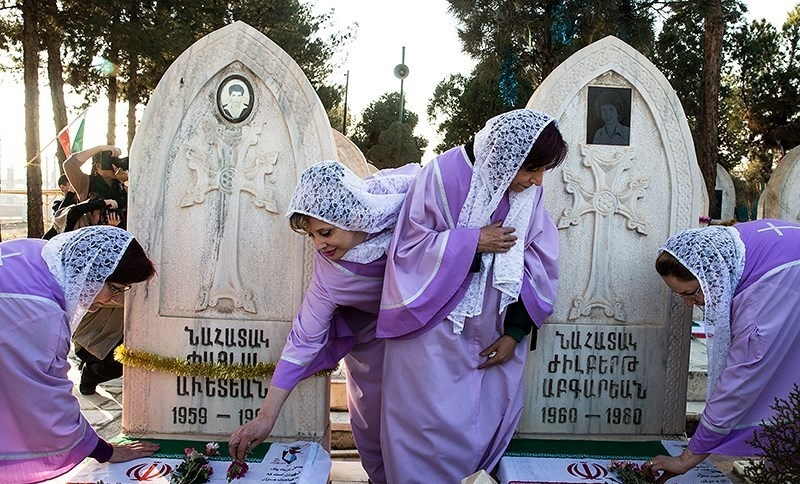
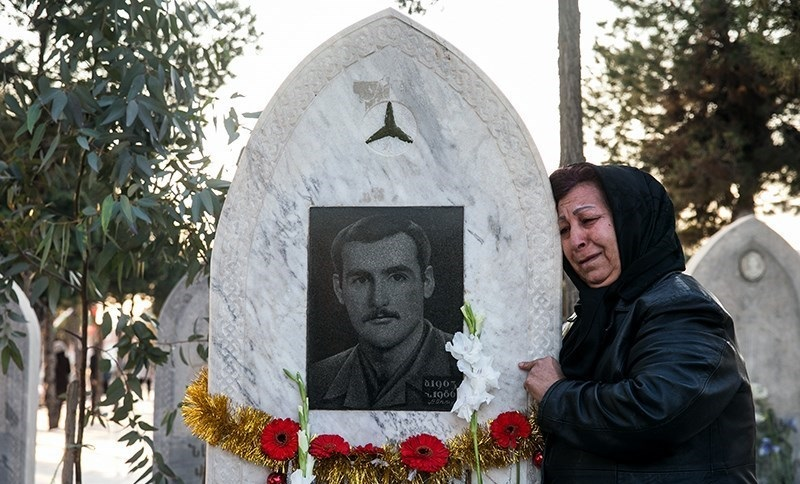
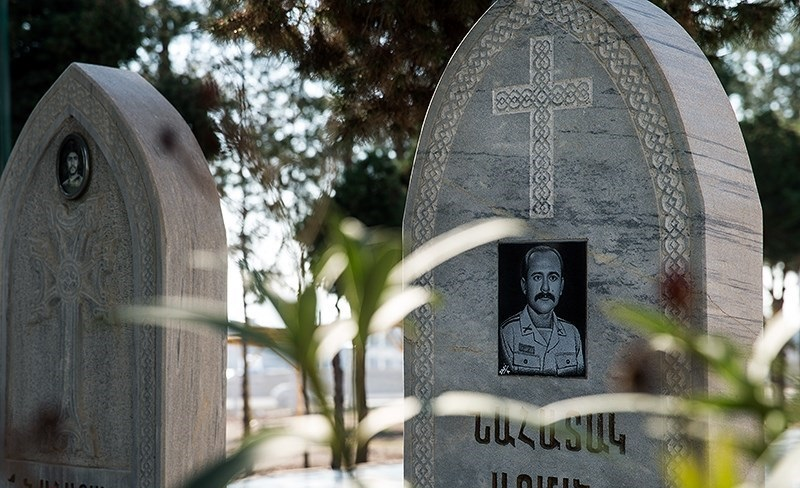
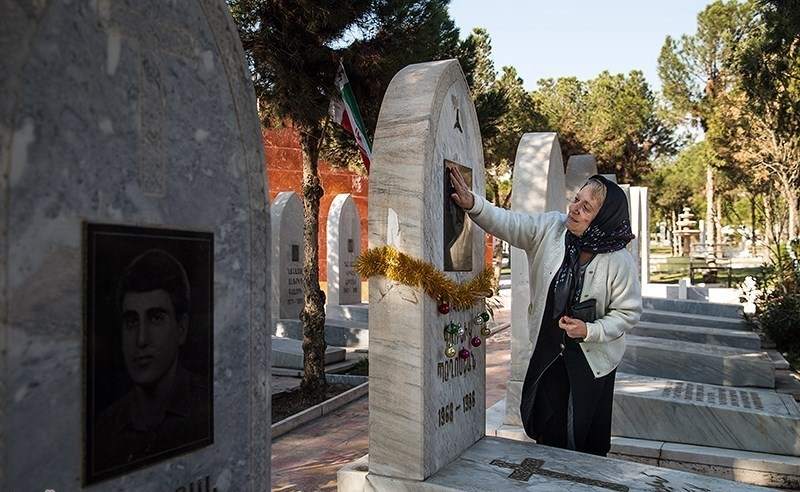
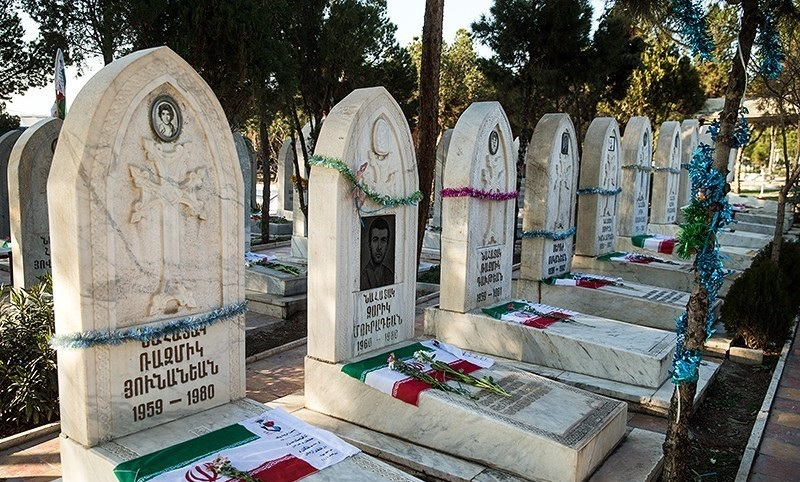